# Tisha Waller
Tisha Felice Waller, född den 1 december 1970 i Virginia, är en amerikansk friidrottare som tävlar i höjdhopp.
Waller blev 1999 bronsmedaljör vid inomhus-VM i Maebashi efter att ha klarat 1,96. Vid VM 1999 i Sevilla slutade hon fyra efter att också ha klarat 1,96. Hon var även i final vid inomhus-VM 2003 men blev då sjua.
Hon deltog vid Olympiska sommarspelen 2004 men blev utslagen i kvalet.

## Personligt rekord
- Höjdhopp - 2,00 (2,01 inomhus)